# Gruppo del Partito del Socialismo Europeo
Il Gruppo del Partito del Socialismo Europeo è stato un gruppo politico al Parlamento europeo attivo tra il 1993 e il 2009.
Il gruppo proseguì le attività del precedente Gruppo Socialista, primo gruppo parlamentare di orientamento socialista fondato all'Assemblea parlamentare della CECA il 23 giugno 1953 dai Socialdemocratici tedeschi, i Socialisti e Socialdemocratici italiani, i Socialisti francesi, i Socialisti belgi, i Laburisti olandesi e i Socialisti lussemburghesi.
Il 20 luglio 2004 cambiò denominazione e assunse quella di Gruppo Socialista al Parlamento europeo.
Nel 2009 il gruppo ha lasciato il posto all'Alleanza Progressista dei Socialisti e dei Democratici, che raggruppa, oltre ai partiti del PSE, alcuni soggetti politici non affiliati ad alcun partito politico europeo: il Partito Democratico italiano (poi confluito nel PSE nel 2014), il Partito Democratico cipriota e il Partito Socialdemocratico "Armonia" lettone.

## Capigruppo
| Numero | Presidente           | Stato       | Partito nazionale                                   | Dal            | Al             |
| ------ | -------------------- | ----------- | --------------------------------------------------- | -------------- | -------------- |
| 1      | Guy Mollet           | Francia     | Sezione Francese dell'Internazionale Operaia (SFIO) | 23 giugno 1953 | 1956           |
| 2      | Hendrik Fayat        | Belgio      | Partito Socialista Belga                            | 1956           | 1958           |
| 3      | Pierre Lapie         | Francia     | Sezione Francese dell'Internazionale Operaia (SFIO) | 1958           | 1959           |
| 4      | Willi Birkelbach     | Germania    | Partito Socialdemocratico di Germania (SPD)         | 1959           | 1964           |
| 5      | Käte Strobel         | Germania    | Partito Socialdemocratico di Germania (SPD)         | 1964           | 1967           |
| 6      | Francis Vals         | Francia     | Sezione Francese dell'Internazionale Operaia (SFIO) | 1967           | 1974           |
| 7      | Georges Spénale      | Francia     | Partito Socialista (PS)                             | 1974           | 1975           |
| 8      | Ludwig Fellermaier   | Germania    | Partito Socialdemocratico di Germania (SPD)         | 1975           | 16 giugno 1979 |
| 9      | Ernest Glinne        | Belgio      | Partito Socialista (PS)                             | 17 giugno 1979 | 23 giugno 1984 |
| 10     | Rudi Arndt           | Germania    | Partito Socialdemocratico di Germania (SPD)         | 24 giugno 1984 | 24 giugno 1989 |
| 11     | Jean-Pierre Cot      | Francia     | Partito Socialista (PS)                             | 25 giugno 1989 | 18 giugno 1994 |
| 12     | Pauline Green        | Regno Unito | Partito Laburista                                   | 19 giugno 1994 | 19 giugno 1999 |
| 13     | Enrique Barón Crespo | Spagna      | Partito Socialista Operaio Spagnolo (PSOE)          | 20 giugno 1999 | 19 giugno 2004 |
| 14     | Martin Schulz        | Germania    | Partito Socialdemocratico di Germania (SPD)         | 20 giugno 2004 | 23 giugno 2009 |